# 大西洋憲章
大西洋憲章（たいせいようけんしょう、英語: Atlantic Charter）は、1941年8月14日に発表された、第二次世界大戦終了後のアメリカとイギリスの目標を示した声明である。

## 名称
1941年8月14日にこの憲章が公開されたときには"Joint Declaration by the President and the Prime Minister"（大統領と首相の共同宣言）というタイトルで、一般には「共同宣言」と呼ばれていた。これを"Atlantic Charter"（大西洋憲章）と最初に呼んだのは労働党系の新聞『デイリー・ヘラルド』で、チャーチルが1941年8月24日の議会で使用したことで、広く使われるようになった。

## 背景

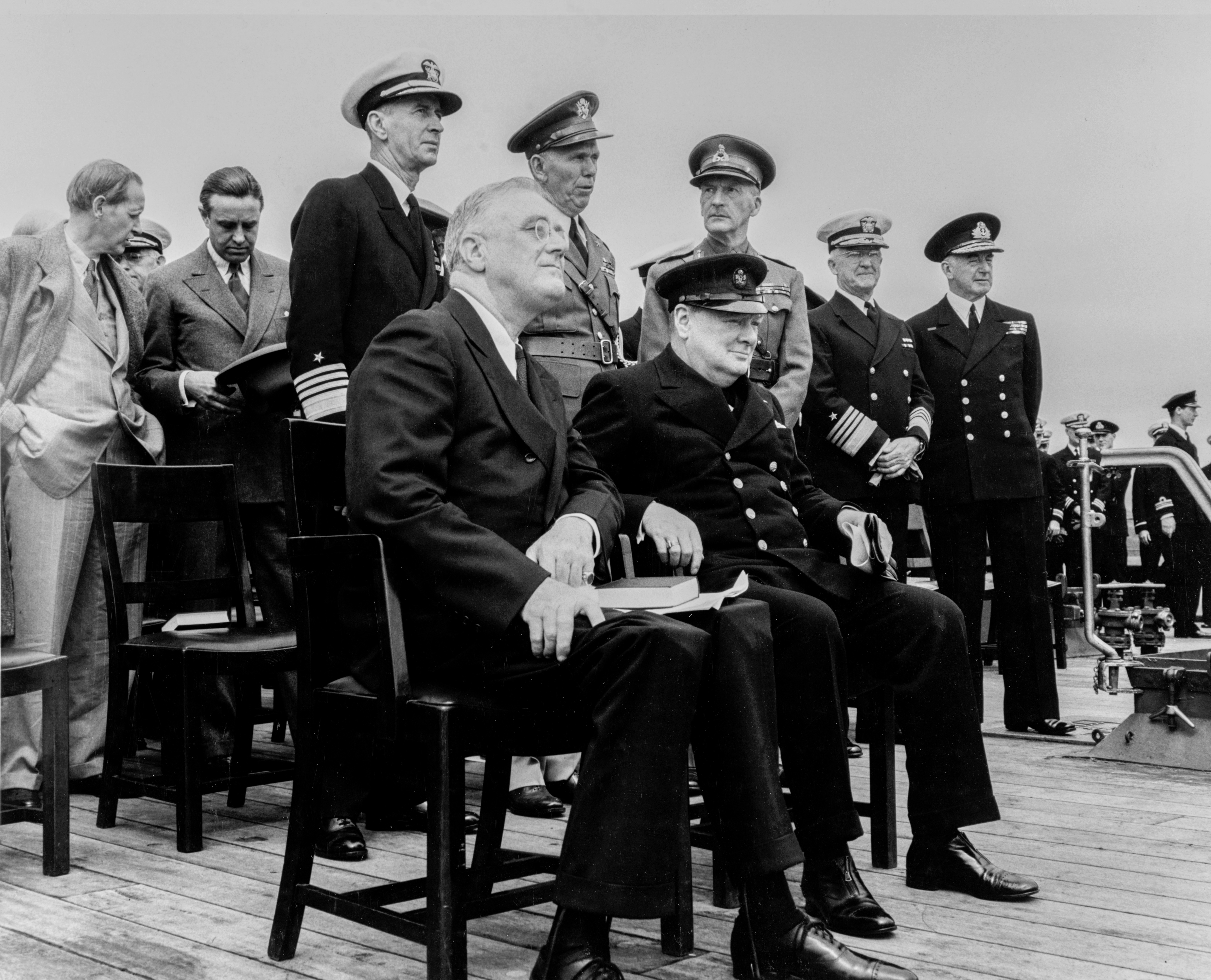
イギリスの戦艦「プリンス・オブ・ウェールズ」艦上のルーズベルトとチャーチル

ナチス・ドイツのヨーロッパでの勢力拡大と1939年9月のイギリスの対独宣戦布告の中、アメリカ議会は11月に中立法（米国内法1935年8月成立）を改正して維持したが、アメリカ合衆国大統領フランクリン・ルーズベルトは戦争状態にある国（イギリスとフランス）への武器の輸出を、政府の認可制度によって可能にした。
連合国は、1941年6月のセント・ジェームズ宮殿宣言で、第二次世界大戦後の世界に対する理念やビジョンを初めて表明した。ナチス・ドイツのソ連侵攻後の1941年7月には英ソ軍事同盟が締結され、両国の間で同盟関係が結ばれた。
アメリカ議会は1941年3月には武器貸与法を成立させた。
戦況が原因で、会談の設定は何度も延期されていたが、ルーズベルト大統領が8月第2週にプラセンシア湾（カナダ・ニューファンドランド島南）での会談を提案した。同湾のアージェンシアは廃坑となった銀山の街であり、1940年9月の駆逐艦・基地協定に基づき、アメリカが海軍基地を建設した。

## 会談
1941年8月9日、戦艦プリンス・オブ・ウェールズに乗艦したイギリスの首相チャーチルは大西洋を渡ってプラセンティア湾に到着した。戦艦プリンス・オブ・ウェールズからアメリカの大統領ルーズベルトを乗せた巡洋艦オーガスタを午前7時30分に視界内に収めた。歓声と音楽隊の演奏の中、チャーチルはランチに乗ってオーガスタに移った。
チャーチルを乗せたイギリスの戦艦プリンス・オブ・ウェールズがプラセンティア湾に入港し、ルーズベルトとそのスタッフは重巡洋艦オーガスタで出迎えた。対面した両者はしばらく沈黙していたが、チャーチルが"At long last, Mr. President."（やっとのことで、大統領殿）と言い、ルーズベルトは"Glad to have you aboard, Mr. Churchill."（乗艦いただきありがとうございます、チャーチルさん）と答えた。
話し合わなければならないことは無数にあった。ドイツがソビエト領奥深くまで侵攻し、極東で日本がインドシナに進駐していた。今まさにチャーチルが超えてきた海の大西洋の戦いではイギリスは2,000隻、総トン数にして800万トンの軍艦や商船を失っていた。この中にはイギリスで使用される燃料、アルミニウムを筆頭に食料、機械、原材料がアメリカ大陸（出典では新大陸と表現）から海を渡って運ばれていた。ルーズベルトはイギリスの支援を約束し、日本に対して太平洋の侵略を厳しい警告を与えること、厳しい状況に追い込まれたソビエト連邦に物資を輸送して支援することで合意した。
協議は複数回に渡って行われ、まず最初の協議が終わると、ルーズベルトは会談の最後に戦争の遂行と和平に向けた7つの原則をまとめた共同宣言を出すことを提案した。ルーズベルトは国内におけるソ連の接近することで、戦争目的のすり替わる不安を和らげる意図があった。チャーチルのほうは戦時中の厳しい状況におかれたイギリスと中立国のアメリカが親密であることを内外に示せると積極的に同意した。
後に大西洋憲章としてまとめられる内容を協議した。会談終了後の1941年8月14日、湾内のアメリカ海軍アージェンシア海軍基地で共同宣言を行った。この基地は、ドイツのUボートに対抗するために余剰の駆逐艦50隻をアメリカからイギリスに貸与するという取り決めの一環として、イギリスから借り受けたものだったが、アメリカが第二次世界大戦に参戦するのは、その4か月後、大日本帝国による真珠湾攻撃からだった。
大西洋憲章のアイデアの多くは、国際的な安全保障のために英米の協力を求める英米国際主義のイデオロギーに由来するものである。ルーズベルトはイギリスを具体的な戦争目的に結びつけようとし、チャーチルはアメリカを戦争に結びつけようと必死になっていたことが、大西洋憲章を策定する会議の動機となった。当時は、この憲章の原則に基づく戦後の国際組織において、イギリスとアメリカが同等の役割を果たすことが想定されていた。
会談は主に戦艦プリンス・オブ・ウェールズ上で行われた。チャーチルがアメリカの参戦を求めたのに対し、ルーズベルトは頑なに拒んだが、新たにイギリスの船がアメリカやカナダから出発してからアイスランドに到着するまでの間、アメリカの軍艦によって護衛させる案を伝えた。双方の帰国後、チャーチルは戦時内閣においてルーズベルトの態度について、「戦争するだろうが宣戦せず、次第に強硬の度を強めていく」と報告した。その後チャーチルは、イギリス国王ジョージ6世からの書簡をルーズベルトに渡し、公式声明を発表したが、同席していた映画の音響スタッフが2度試みたものの録音に失敗した。
チャーチルとルーズベルトは、第二次世界大戦中に1939年以降で11回の会談を行った。この会談は秘密裏に行われたもので、ルーズベルトは10日間の休暇と称して会談に参加していた。1941年8月17日付けのニューヨーク・タイムズは大統領専用ヨット、ポドマックで開かれた16日の記者会見について、「戦争に対する米国の立場に変化なしと大統領断言」という見出しで報じた。アメリカの立場に変わりはないが、共同宣言の内容がナチス独裁への最終的な打倒に向けた新時代の幕開けと論じていた。記者会見では、ナチス打倒の方法、大西洋憲章の8原則にソ連が同意するのか、といった質問に対し、即時的な共同宣言ではない、ソ連のことは念頭になかったと否定的な見方を示した。アメリカの参戦予定も否定したが、オフレコにして欲しいと語った 。

## 内容と評価
大西洋憲章では、アメリカがこの戦争においてイギリスを支持することを明確にしていた。双方ともに、戦後の平和な世界に向けての相互の原則と希望、そしてドイツが敗北した後に従うことに合意した政策について、その統一性を示したかった。大西洋憲章の基本的な目的は、戦後の平和に焦点を当てることであり、アメリカの具体的な関与や戦争戦略に焦点を当てたものではなかったが、アメリカの戦争への関与の可能性はますます高まっていった。
この憲章には、次の8つの主要条項があった。
1. アメリカとイギリスは領土拡大を求めないこと
2. 領土の変更は、関係国の国民の意思に反して領土を変更しないこと
3. 全ての人民が民族自決の権利を有すること
4. 貿易障壁を引き下げること
5. 全ての人によりよい経済・社会状況を確保するために世界的に協力すること
6. 恐怖と欠乏からの自由の必要性
7. 海洋の自由の必要性
8. 侵略国の軍縮と戦後の共同軍縮を行うこと。

第3条では、全ての国民が自分たちの政府の形態を決定する権利を持っていることを明確に述べているが、自由と平和を実現するために社会的・経済的にどのような変化が必要なのかは述べることができなかった。また、この条項の解釈については、両者で意見の相違があった（#民族自決についての意見の相違を参照）。
第4条の国際貿易に関しては、「勝者も敗者も」「平等な条件で」市場アクセスを与えられることを意識的に強調している。これは、パリ経済協定に代表されるような、第一次世界大戦後にヨーロッパ内で確立された懲罰的な貿易関係を否定するものであった。
戦後に必要となる国家的・社会的・経済的条件については、その重要性にもかかわらず、2つの条項のみが明示的に述べられている。
そのほか、反ルーズベルトで有名なハミルトン・フィッシュ3世は自身の著書でこの大西洋憲章を批判している。例として、1941年1月の「ルーズベルトの四つの自由」演説では言論・信仰の自由、欠乏・恐怖からの自由を謳い、記載される予定だったものがソ連の支持を視野に入れ、ルーズベルト本人によって意図的に削除されている点がある。そのほか、ルーズベルト大統領のスピーチライターであった、ロバート・シャーウッドの自身の著書「ルーズベルトとホプキンス」の中で、イギリス高官は、大西洋憲章は世論対策以外の何物でもないと、語っていたと述べている。

## 文書
この憲章で署名された文書は存在しない。この文書はいくつかの草案を経て推敲され、最終的に合意された文章はイギリスの首都ロンドンとアメリカの首都ワシントンD.C.に電報で送られた。ルーズベルトは、1941年8月21日に議会に対して憲章の内容を伝えた。後にルーズベルトは、「私の知る限り、大西洋憲章の写しはない。私は持っていない。あのイギリス人（チャーチル）も持っていない。それに一番近いのは、オーガスタとプリンス・オブ・ウェールズの無線通信士（のメッセージ）だ。それが一番近いものだ.... 正式な文書はなかった」と述べた。
イギリスの内閣は承認の返事を出し、ワシントンからも同様の承認が電報で伝えられた。その過程で、ロンドン側の文章に誤りがあったが、その後修正された。チャーチルの回顧録『第二次世界大戦』では、「いくつかの言葉の修正が合意され、この文書は最終的な形になった」と結論づけている。署名や式典については触れられていない。
チャーチルが書いたヤルタ会談の記録には、ルーズベルトが不文律のイギリス憲法について「これは大西洋憲章のようなもので、文書は存在しないが、世界中が知っている。彼は自分の書類の中に、自分と私が署名した1部を見つけていたが、不思議なことに両方の署名が彼の自筆であった」と言ったことが引用されている。

## 他の連合国による承認
他の連合国や主要組織は、この憲章を迅速に承認した。1941年9月24日にロンドンで開催された連合国会議では、ベルギー、チェコスロバキア、ギリシャ、ルクセンブルク、オランダ、ノルウェー、ポーランド、ユーゴスラビアの各亡命政府と、ソ連、自由フランス軍の代表が、英米が提示した共通の政策原則を支持することを全会一致で採択した。
1942年1月1日には、この憲章の原則に賛同したより多くの国々が『連合国共同宣言』を発表し、「ヒトラー主義」に対する防衛のための連帯を強調した。

## 民族自決についての意見の相違
問題となったのは、植民地を持ち、民族自決に抵抗した連合国、特にイギリス、ソ連、オランダだった。
当初、ルーズベルトとチャーチルは、憲章の第3条はナチス・ドイツ占領下のヨーロッパに限定され、イギリス帝国領の植民地のあるアフリカやアジアには適用しないという点で合意したように見えた。しかし、ルーズベルトのスピーチライター、ロバート・E・シャーウッドは、「インド、ビルマ、マラヤ、インドネシアの人々が、大西洋憲章は太平洋やアジア全般にも適用されるのではないかと尋ね始めるまで、そう時間はかからなかった」と述べている。
ルーズベルトは、イギリスに一定の圧力をかけつつも、植民地の民族自決問題は戦後に先送りすることにした。

### 大英帝国
全世界の人々に自決権があることを認めたことは、イギリスの植民地の独立指導者たちに希望を与えた。
アメリカは、この憲章はこの戦争が自決権を確保するために行われていることを認めるためのものだと主張していた。イギリスは、そのような趣旨に同意せざるを得なかったが、1941年9月の演説でチャーチルは、この憲章はドイツの占領下にある国にのみ適用されるものであり、大英帝国の一部には適用されないことは確かだと述べていた。
チャーチルは、イギリス領インドのような被支配国の民族自決に関しては、その普遍的な適用性を否定していた。マハトマ・ガンジーは1942年にルーズベルトに次のような書簡を送っている。「連合国は個人の自由と民主主義のために世界を安全にするために戦っているという連合国の宣言は、インドやアフリカがイギリスに搾取されている限り、空虚に聞こえると私はあえて思う....」。民族自決はルーズベルトの指針であったが、イギリスが命をかけて戦っている戦争にアメリカは公式に参加していないことから、インドなどの植民地領に関してイギリスに圧力をかけることにはルーズベルトは消極的であった。ガンジーは、対ドイツ・対日本戦に対するイギリスやアメリカへの協力を一切拒否し、ルーズベルトはチャーチルを支持することを選んだ。インドは既に、世界最大の志願兵である250万人以上の兵士を、主に西アジアや北アフリカ戦線で連合国軍のために派遣し、戦争に大きく貢献していた。

### ポーランド
チャーチルは、自決権への言及が含まれていることに不満を持ち、この憲章は「わが国の正しい目的を各国に安心させるための戦争目的の暫定的かつ部分的な声明であり、勝利後に構築すべき完全な構造ではない」と考えていると述べた。ポーランド亡命政府の事務所は、ヴワディスワフ・シコルスキに、民族自決に関する憲章が実行されれば、ポーランドが望むダンツィヒ、東プロイセン、ドイツ領シレジアの一部の併合ができなくなると警告する手紙を出した。そのため、ポーランドはイギリスに働きかけ、憲章の柔軟な解釈を求めた。
ドイツ敗戦後、これらの地域はドイツから分離されてポーランドとソ連に併合された（「旧ドイツ東部領土」「回復領」「カリーニングラード州」「ドイツ人追放」参照）。

### バルト三国
戦時中、チャーチルはソ連がバルト三国を支配し続けることができるような憲章の解釈を主張したが、1944年3月までアメリカはこの解釈を拒否していた。ビーヴァーブルック卿は、この憲章は「我々（イギリス）自身の安全にとっても、ソ連の安全にとっても脅威となるだろう」と警告した。アメリカはソ連によるバルト三国の占領を認めなかったが、ドイツと戦っていたヨシフ・スターリンに対しこの問題を迫ることはなかった。ルーズベルトは戦後にバルト問題を提起するつもりだったが、ヨーロッパでの戦闘が終わる前の1945年4月に亡くなったため、それが実行されることはなかった。

## 新大西洋憲章
2021年6月10日、アメリカ大統領ジョー・バイデンとイギリス首相ボリス・ジョンソンが会談して『新大西洋憲章』を発表した。8項目で、民主主義を守ることや気候変動、サイバー攻撃への対処など「21世紀の課題に対応するため大西洋憲章をアップデートした」（バイデン大統領）と位置付けている。